# Clapton (Kompilation)
Clapton ist ein Kompilationsalbum des britischen Rockmusikers Eric Clapton aus dem Jahr 1973. Das Album beinhaltet Titel aus Claptons früher Solokarriere. Es ist die zweite Clapton-Kompilation unter Polydor.
Obwohl das Album auch in anderen Ländern verkauft wurde, sollte die Kompilation Clapton hauptsächlich in den Vereinigten Staaten zum Durchbruch verhelfen. Dafür lizenzierte Polydor Records Claptons Musik für Atco und Atlantic Records. Das Album war von 1973 bis 1976 in Produktion.

## Titelliste
A-Seite
1. Told You For the Last Time (Bonnie Bramlett / Steve Cropper) – 2:30
2. Don’t Know Why (Bonnie Bramlett / Clapton) – 3:18
3. Have You Ever Loved a Woman (Billy Myles) – 6:59
4. Nobody Knows You When You’re Down and Out (Jimmy Cox) – 4:57

B-Seite
1. Lovin’ You Lovin’ Me (Bonnie Bramlett / Clapton) – 3:36
2. Tell the Truth (Clapton / Bobby Whitlock) – 6:37
3. Bad Boy (Delaney Bramlett / Clapton) – 3:50
4. Bell Bottom Blues (Clapton) – 5:01

## Rezeption
Allmusic-Kritiker William Ruhlmann kritisiert, dass die gleichen Stücke wie auf Eric Clapton und Layla and Other Assorted Love Songs auf der Kompilation enthalten sind. Er vergab insgesamt nur zwei der fünf möglichen Bewertungseinheiten. Die Kompilation erreichte 1973 Platz sechs der Billboard 200.